# Крафт I фон Хоенлое-Вайкерсхайм
Крафт I фон Хоенлое-Вайкерсхайм (на немски: Kraft I von Hohenlohe-Weikersheim; * 1242; † 19 септември 1313) е граф на Хоенлое-Вайкерсхайм (1266 – 1313).
Той е вторият син на граф Готфрид I фон Хоенлое-Романя († 1254/1255) и съпругата му Рихица фон Краутхайм († 1262). Брат е на Албрехт I фон Хоенлое-Уфенхайм († ок. 1269) и Конрад фон Хоенлое-Рьотинген († 1277).

## Фамилия
Крафт I се жени за Вилиберг фон Вертхайм († 8 януари 1279), дъщеря на граф Попо III фон Вертхайм и Кунигунда фон Ринек († 1288). Те имат децата:
- Готфрид († 1310), в Тевтонския орден
- Попо (* ок. 1270; † 1284)
- Конрад († между 17 февруари 1329 и 5 януари 1330), господар на Хоенлое, замък Шюпф, Рьотинген и Лобенхаузен, женен I. за NN, II. пр. 1 май 1313 г. за Елизабет фон Йотинген († 1333), дъщеря на граф Лудвиг V фон Йотинген († 1313) и бургграфиня Мария фон Цолерн-Нюрнберг († 1299)

Крафт I се жени втори път ок. 1280 г. за Маргарета фон Труендинген († 11 ноември 1293/1294), дъщеря на граф Фридрих I фон Труендинген-Дилинген и Маргарета фон Андекс-Мерания. Те имат един син:
- Крафт II (* ок. 1290; † 3 май 1344), граф на Хоенлое-Вайкерсхайм (1313 – 1344), женен пр. 21 декември 1306 г. за Аделхайд Мехтхилд фон Вюртемберг (* 1295; † 1342), дъщеря на граф Еберхард II фон Вюртемберг († 1325) и третата му съпруга маркграфиня Ирмгард фон Баден († 1320), дъщеря на маркграф Рудолф I фон Баден
- Рихца († 1337), омъжена I. за Вилд-Енгелхард фон Вайнсберг († 1316), II. пр. 13 ноември 1316 г. за граф Попо X (IX) фон Хенеберг († 1348), син на граф Хайнрих IV фон Хенеберг-Рьомхилд († 1317) и Кунигунда фон Вертхайм
- Аделхайд († 1340), омъжена I. за граф Конрад V Шюпф-Йотинген († 1313); II. пр. 12 януари 1316 г. за граф Лудвиг VIII фон Ринек († 1333), III. пр. 1 юни 1337 г. за Улрих II фон Хоенлое-Браунек-Халтенбергщетен († 1345)
- дъщеря, монахиня в Ротенбург 1323
- дъщеря, монахиня в Герлахсхайм 1323
- дъщеря, монахиня в Цимерн ам Риз 1323/1343

Крафт I се жени трети път преди 3 юли 1295 г. за Агнес фон Вюртемберг (* пр. 1264; † 27 септември 1305), вдовица на граф Конрад IV фон Йотинген († 1279) и на граф Фридрих II фон Труендинген († 1290), дъщеря на граф Улрих I фон Вюртемберг († 1265) и първата му съпруга Мехтхилд фон Баден († сл. 1258). Те имат децата:
- Готфрид фон Хоенлое-Мьокмюл (* 1294; † 1339), женен пр. 3 ноември 1319 г. за Елизабет фон Еберщайн (* ок. 1310; † 1381), дъщеря на граф Попо II фон Еберщайн (Бопо I) († 1329) и Юта фон Диц-Вайлнау († 1317)
- Агнес фон Хоенлое († 1342), омъжена пр. 3 ноември 1319 г. за Улрих II фон Ханау († 1346)